# Juniperus monticola
Juniperus monticola é uma espécie de conífera da família Cupressaceae.
Apenas pode ser encontrada no México.